# Halifax-Klasse
Die Halifax-Klasse, aufgrund der Benennung nach kanadischen Städten oberflächlicherweise gelegentlich als City-Klasse bezeichnet, ist eine Klasse von zwölf Fregatten der Royal Canadian Navy. Sie bilden das Rückgrat derselben und sind als Mehrzweckschiffe ausgelegt, der Schwerpunkt liegt auf der U-Boot-Jagd. Dies ist auf den Planungszeitraum in den 1980er-Jahren und die damit verbundene Fokussierung auf die Erfordernisse des Kalten Krieges zurückzuführen. Der Untergang des Ostblocks und der Sowjetunion im Speziellen führten dazu, dass die Fregatten heute – entgegen ihrer ursprünglichen Bestimmung – vermehrt in weltweit operierenden, internationalen Kampfgruppen eingesetzt werden. Die Fregatten sind an den zwei größeren Navy Stützpunkten CFB Halifax und CFB Esquimalt stationiert. Da die ab 1992 in Dienst gestellte Halifax-Klasse noch weit ins 21. Jahrhundert das Rückgrat bilden soll, wird an einem Modernisierungsprogramm namens FrigatE Life EXtension (FELEX) gearbeitet.

## Geschichte

### Entwicklung
Mitte der 1970er-Jahre begann sich die Kanadische Marine Gedanken über den Ersatz ihrer 20 Begleitzerstörer der St.-Laurent-, Restigouche-, Mackenzie- und Annapolis-Klassen zu machen. Dies mündete schließlich in das Canadian Patrol Frigate Project. Dieses wurde in das Projekt NATO Frigate Replacement for 90s (NFR-90) der NATO eingebracht. Als sich jedoch dessen Scheitern abzeichnete, weil die Interessen von acht Marinen zu unterschiedlich waren, wurde eine nationale Lösung gewählt, was zur Halifax-Klasse führte.
Entsprechend der NATO-Doktrin im Kalten Krieg, wurde beim Design ein starker Fokus auf die U-Boot-Jagd gelegt, da im Bündnisfall als Hauptaufgabe für die kanadische Marine das Bekämpfen der starken sowjetischen U-Bootwaffe im Pazifik und Atlantik vorgesehen war. Insbesondere sollten Konvois mit Truppen für die kontinentaleuropäische Landfront vor den sowjetischen U-Booten geschützt werden können. Sekundär sollten die Schiffe zum Kampf gegen Überwassereinheiten und zum Selbstschutz vor feindlichen Luftangriffen befähigt sein.

### Schiffsliste
| Kennung | Name            | Benannt nach    | Kiellegung        | Stapellauf        | Indienststellung   | Bauwerft                |
| ------- | --------------- | --------------- | ----------------- | ----------------- | ------------------ | ----------------------- |
| FFH 330 | Halifax         | Halifax         | 19. März 1987     | 30. April 1988    | 29. Juni 1992      | Saint John Shipbuilding |
| FFH 331 | Vancouver       | Vancouver       | 19. Mai 1988      | 8. Juli 1989      | 23. August 1993    | Saint John Shipbuilding |
| FFH 332 | Ville de Québec | Ville de Québec | 16. Dezember 1988 | 16. Mai 1991      | 14. Juli 1994      | MIL Davie Shipbuilding  |
| FFH 333 | Toronto         | Toronto         | 22. April 1989    | 18. Dezember 1990 | 29. Juli 1993      | Saint John Shipbuilding |
| FFH 334 | Regina          | Regina          | 6. Oktober 1989   | 25. Januar 1992   | 29. Dezember 1993  | MIL Davie Shipbuilding  |
| FFH 335 | Calgary         | Calgary         | 15. Juni 1991     | 28. August 1992   | 12. Mai 1995       | MIL Davie Shipbuilding  |
| FFH 336 | Montréal        | Montréal        | 8. Februar 1991   | 28. Februar 1992  | 21. Juli 1994      | Saint John Shipbuilding |
| FFH 337 | Fredericton     | Fredericton     | 25. April 1992    | 26. Juni 1993     | 10. September 1994 | Saint John Shipbuilding |
| FFH 338 | Winnipeg        | Winnipeg        | 20. März 1993     | 25. Juni 1994     | 23. Juni 1996      | Saint John Shipbuilding |
| FFH 339 | Charlottetown   | Charlottetown   | 18. Dezember 1993 | 1. Oktober 1994   | 9. September 1995  | Saint John Shipbuilding |
| FFH 340 | St. John’s      | St. John’s      | 24. August 1994   | 24. August 1994   | 26. Juni 1996      | Saint John Shipbuilding |
| FFH 341 | Ottawa          | Ottawa          | 29. April 1995    | 31. Mai 1996      | 28. September 1996 | Saint John Shipbuilding |

## Beschreibung

### Allgemein
Die Schiffe sind über alles 134,1 m lang, 16,4 m breit und weisen bei einem Tiefgang von 4,9 m eine Wasserverdrängung von 4770 t auf. Der Antrieb erfolgt durch ein CODOG-System, das heißt, dass ein kombinierter Antrieb aus Dieselmotoren für die Langsamfahrt und Gasturbinen für Höchstgeschwindigkeiten verbaut ist, wobei ein gleichzeitiges Nutzen beider Komponenten nicht möglich ist. Für die Halifax-Klasse wurde ein SEMT Pielstick 20PA6 V280 Dieselmotor von 8800 WPS sowie zwei General Electric LM2500 Gasturbinen von je 47.500 WPS gewählt. Die Übertragung der Kraft erfolgt durch ein Royal Schelde Getriebe sowie zwei Escher-Wyss Verstellpropeller, was zu einer Höchstgeschwindigkeit von 29 kn führt. Die gesamte Antriebsanlage wird durch ein integriertes Kontrollsystem (Integrated Machinery Control System (IMCS)) der kanadischen Firma CAE überwacht und gesteuert. Eine Variante desselben Kontrollsystems findet auf der Arleigh-Burke-Klasse der US Navy Verwendung.
Zur Deckung des Strombedarfs sind außerdem vier Generatoren von je 850 kW von AEG eingerüstet.

### Bewaffnung

#### U-Boot-Jagd
Entsprechend ihrem Hauptauftrag, der U-Boot-Jagd, ist das zentrale Waffensystem der CH-124 Sea King Hubschrauber. Dieser ist unter anderem mit einem Tauchsonar an einer Winde sowie Mk 46 Torpedos ausgerüstet und soll in Zusammenarbeit mit den leistungsfähigeren, weniger mobilen Sensoren des Mutterschiffs U-Boote bekämpfen. Um auf solch kleinen Schiffen einen verhältnismäßig großen Helikopter wie den Sea King bei schwerer See einsetzen zu können, verfügen die Schiffe über ein spezielles System, welches in der kanadischen Marine den Spitznamen beartrap (zu deutsch Bärenfalle (Landevorrichtung)) trägt. Dabei lässt der Helikopter im Anflug auf das Schiff ein Seil herunter, an welchem er anschließend auf das Landedeck heruntergezogen wird. Dabei läuft der Rotor mit voller Kraft, sodass der Hubschrauber im Falle einer plötzlichen Aufwärtsbewegung des Schiffes steigen anstatt mit voller Wucht auf das Landedeck krachen würde. Dieses System erlaubt das Landen bis zu Seestärke 6. Aufgrund dieses Landesystems werden die Sea King scherzhafterweise als Crazy Canucks bezeichnet.
Derzeit läuft ein Programm, um die 40 Jahre alten Sea Kings durch neue Hubschrauber vom Typ CH-148 Cyclone zu ersetzen. Die ersten Auslieferungen haben sich jedoch vom ursprünglichen Ziel im Jahr 2008 auf 2010 verzögert und die volle Einsatzbereitschaft ist nicht vor 2013 zu erwarten.
Ergänzend können U-Boote mit den zwei Zwillingstorpedorohren vom Typ Mk 32 Mod 9 bekämpft werden, welche die gleichen Mk 46 Torpedos verwenden wie der Bordhubschrauber.

#### Rohrwaffen
Auf dem Vordeck befindet sich das Hauptgeschütz. Die Halifax-Klasse wurde mit dem 57 mm L70 Mk 2-Schiffsgeschütz von BAE Systems (ehemals Bofors) ausgestattet. Dabei handelt es sich um ein Geschütz im Kaliber 57 × 438 mm mit 70 Kaliberlängen, welches in der Lage ist bis zu 220 2,4 kg Geschosse pro Minute über eine Reichweite von bis zu 17 km zu befördern. Die effektive Reichweite beträgt jedoch nur die Hälfte. Diese Waffe kann gegen eine breite Palette an Zielen eingesetzt werden, wobei sich das kleine Kaliber und die hohe Feuerrate vor allem für die Bekämpfung von kleineren See- und Luftzielen eignet. Insbesondere eignet sich die Waffe für den Einsatz gegen Seezielflugkörper. Nur sehr begrenzt geeignet ist die Waffe hingegen für die in letzter Zeit an Bedeutung gewinnende Landzielbekämpfung.
Als letzte Selbstverteidigung gegen anfliegende Seezielflugkörper ist außerdem noch ein 20-mm-CIWS vom Typ Phalanx eingebaut. Die Reichweite dieses System beträgt maximal 3500 m und effektiv 1500 m.
Wie der Anschlag auf die Cole zeigte, besteht eine erhebliche Bedrohung durch Angriffe mit kleinen schnellen Booten. Um solche abwehren zu können, sind auf allen Schiffen der Halifax-Klasse acht 12,7-mm-Maschinengewehre vom Typ Browning M2 eingebaut.

#### Flugkörper
Zur Luftabwehr ist mittschiffs auf beiden Seiten je ein Achtzellen-VLS für RIM-7 Sea Sparrow eingerüstet. Dieses System eignet sich vorrangig zum Selbstschutz der Schiffe. Zudem werden zur Bekämpfung von Seezielen in zwei Vierfachstartern acht Seezielflugkörper vom Typ RGM-84 Harpoon mitgeführt.

#### Elektronische Kriegführung
Zur Abwehr von anfliegenden Flugkörper ist das Shield II-System von BAE Systems eingerüstet. Dabei handelt es sich um ein vollautomatisches System, das abhängig von der Bedrohung Düppel oder Flares über eine Reichweite von 2000 m respektive 169 m verschießt. Jedes Schiff verfügt über vier Starter mit je sechs Täuschkörpern.
Das entsprechende System zur Abwehr von Torpedos ist das AN/SLQ-25 Nixie. Dabei handelt es sich um zwei an einem Stahlseil geschleppte Schallerzeuger, welche angreifenden Torpedos ein falsches Ziel bieten sollen.
Des Weiteren sind ein Radarwarner vom Typ CANEWS (Canadian Electronic Warfare System) sowie ein Radarstörsender vom Typ SLQ-505 eingerüstet. Beide Geräte wurden in Zusammenarbeit von Thorn und Lockheed Martin Canada entwickelt.

### Sensoren
Als Mehrzweckradar wurde das 3D-Radar Sea Giraffe HC150 von Ericsson ausgewählt, welches im G- und H-Band arbeitet. Zudem ist ein AN/SPS-49(V)5 Radar eingerüstet. Dabei handelt es sich um ein zweidimensionales Luftsuchradar großer Reichweite von Raytheon, das im C- und D-Band arbeitet. Ein Navigationsradar vom Typ Kelvin Hughes Type 1007, das im I-Band arbeitet, steht des Weiteren zur Verfügung. Für die Feuerleitung wurden außerdem je zwei im K-Band arbeitende SPG-503 (STIR 1.8) Radargeräte verbaut. Diese weisen eine Reichweite von 140 km auf und wurden vom niederländischen Rüstungskonzern Signaal hergestellt, welcher mittlerweile zu Thales gehört.
Zur U-Boot-Ortung – die ursprüngliche Hauptaufgabe – sind zwei unterschiedliche Sonarsysteme eingerüstet:
- Das rumpfmontierte AN/SQS-510(V) Mittelfrequenz (2–8 kHz) Aktivsonar eignet sich insbesondere für flache Gewässer sowie für die Ortung von Minen und angreifenden Torpedos, hat aber den Nachteil den Standort des Schiffes zu verraten. Ziele können zwischen 1,8 und 55 km geortet werden.
- Das passive AN/SQR-501 CANTASS Tieffrequenz Schleppsonar von General Dynamics Canada soll hauptsächlich im offenen Meer U-Boote entdecken, ohne die eigene Position preiszugeben.
- Als dritte Möglichkeit, U-Boote zu orten, können noch Daten von Sonobojen in einem speziellen System vom Typ GD-C AN/UYS-503 ausgewertet werden.

## Modernisierung
Neben der Ausrüstung mit moderneren und erheblich leistungsfähigeren Helikoptern sollen auch die Schiffe selbst den aktuellen Erfordernissen angepasst werden. Am 5. Juli 2007 wurde ein 3,1 Mrd. $ schweres Modernisierungsprogramm namens FrigatE Life EXtension, kurz FELEX, bekannt gegeben, welches bis 2017 abgeschlossen sein und die Lebensdauer bis nach 2030 verlängern soll.
Im Bereich der Elektronik sollen das Führungssystem, die Radaranlage, das IFF und die ECM-Anlagen modernisiert, neue Täuschkörperwerfer vom Typ MASS und ein Infrarotzielsuch- und -zielverfolgungssystem (IRST) von Thales vom Typ Sirius hinzugefügt sowie die Thales STIR-Feuerleitradare durch Saab Ceros 200 ersetzt werden. Waffenseitig ist geplant, die Sea Sparrow-Luftabwehrflugkörper durch die sowohl reichweiten- als auch leistungsgesteigerten RIM-162 ESSM zu ersetzen sowie die Phalanx-CIWS zu modernisieren. Die neueste Version dieses Waffensystems wurde unter anderem mit einem verbesserten Radar und einem zusätzlichen Infrarotsystem von Thales ausgerüstet. Dadurch sollen nicht nur die Fähigkeiten zur Abwehr von Seezielflugkörpern – der ursprünglich zugedachten Aufgabe – verbessert werden, sondern es soll auch die Möglichkeit geschaffen werden, angreifende Speedboote und Drohnen effektiv bekämpfen zu können.

### Zeitplan
Die Fregatten werden im 18-monatigen Rhythmus generalüberholt. Um die Arbeiten zu beschleunigen, wird an mehreren Schiffen gleichzeitig gearbeitet. Während das eine in Endausbau ist, wird ein neues bereits entkernt und alte Teile ausgebaut.